# Aloe vandermerwei
Aloe vandermerwei é uma espécie de liliopsida do gênero Aloe, pertencente à família Asphodelaceae.